# Corysterium
Corysterium, l. mn. corysteria – narząd występujący u samic niektórych owadów.
Corysterium ma postać gruczołowatej struktury położonej w odwłoku samicy. Jego funkcją jest produkowanie kleistej wydzieliny, pokrywającej jaja.